# Čepřovice

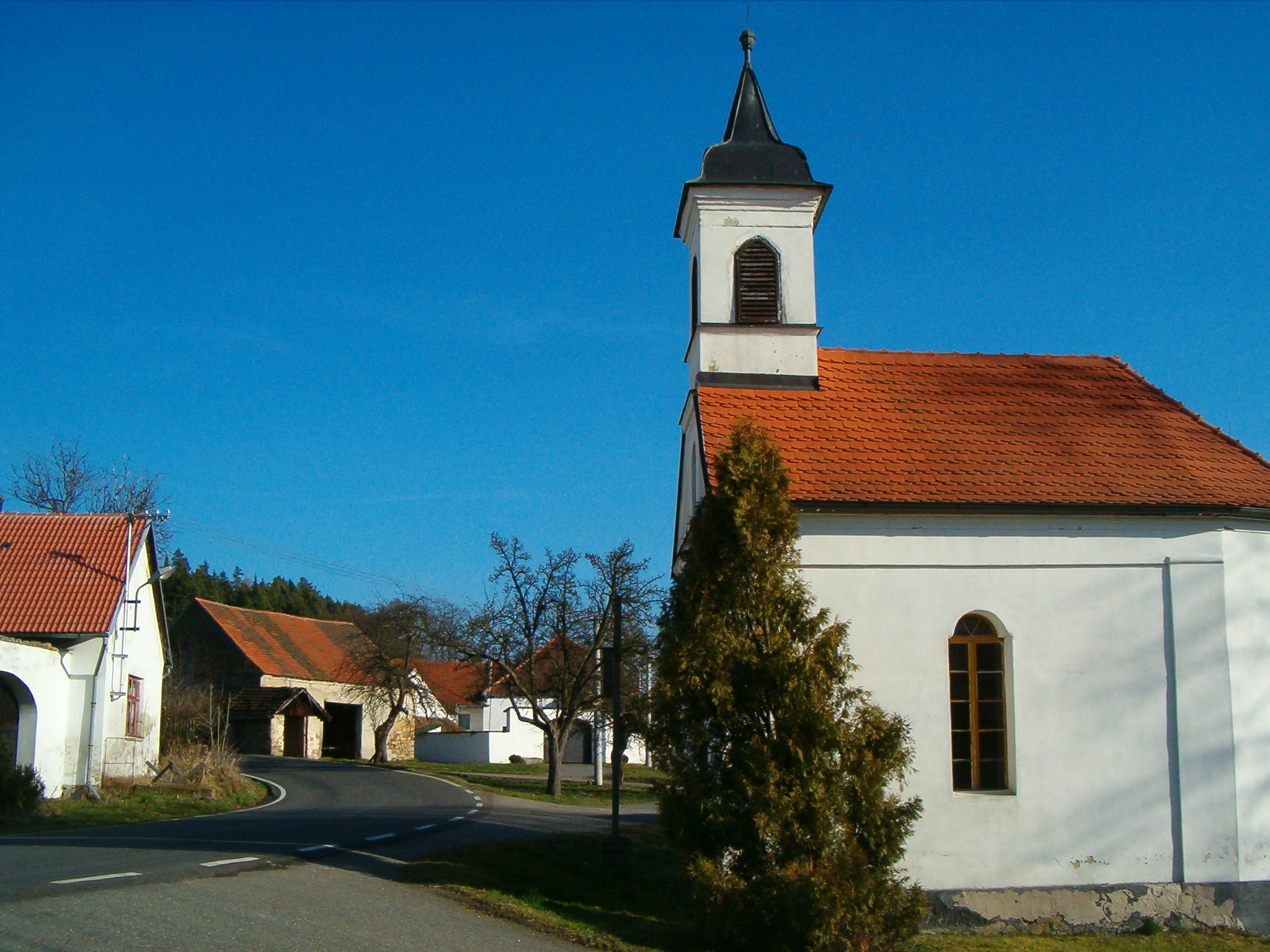
Kapelle in Koječín

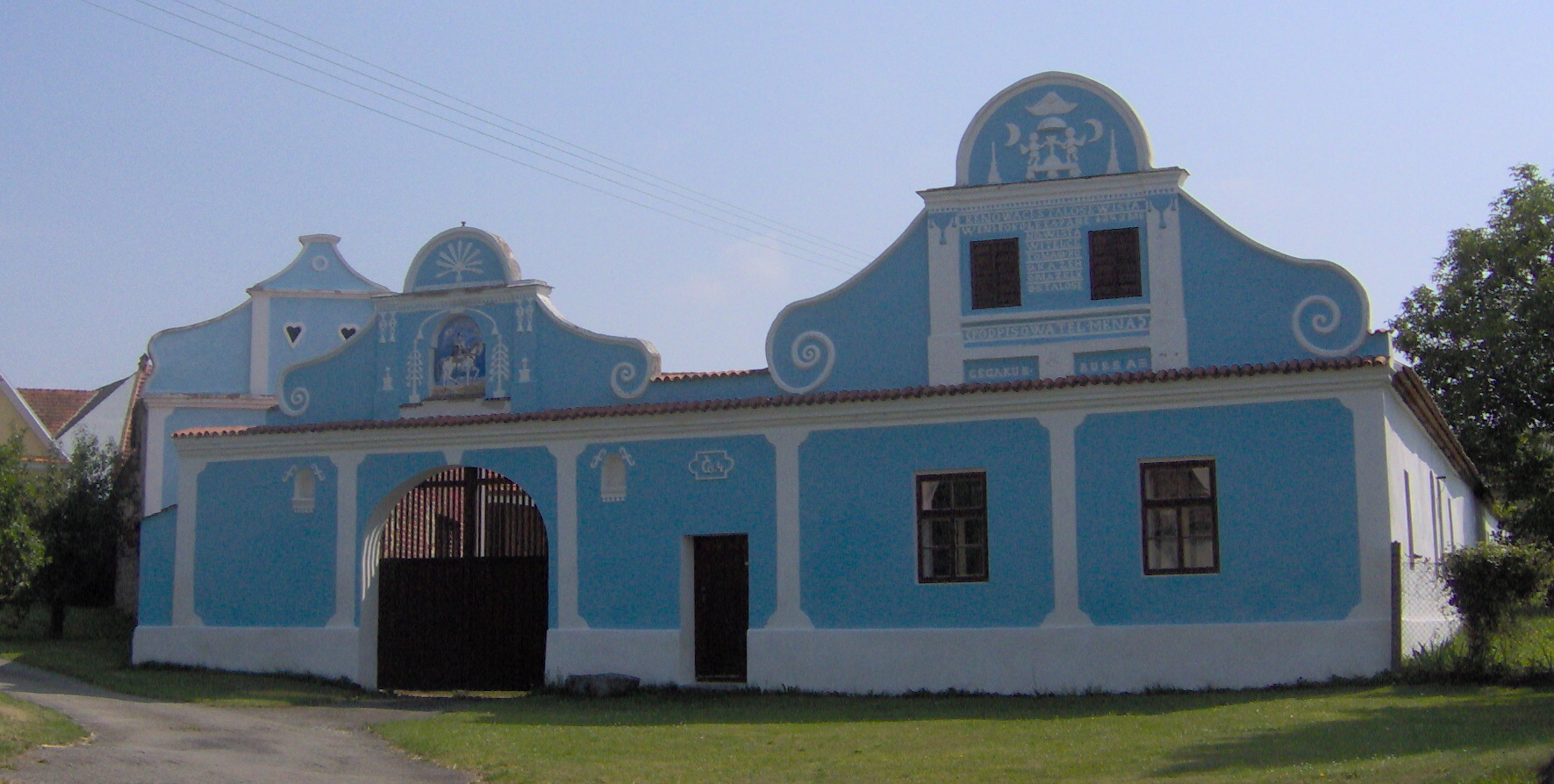
Giebelhäuser in Jiřetice

Čepřovice [ˈt͡ʃɛpr̝̊ɔvɪt͡sɛ], bis 1924 Čepřejice (deutsch Tscheprowitz) ist eine Gemeinde in Tschechien. Sie liegt sieben Kilometer östlich von Volyně und gehört zum Okres Strakonice.

## Geographie

### Geographische Lage
Čepřovice befindet sich am linken Ufer des Baches Dubský potok im Vorland des Böhmerwaldes. Nördlich erhebt sich die Hansalice (636 m), im Nordosten der Kobylí vrch (623 m) und der Brdo (603 m), östlich die Bílá (584 m), der Čepřovické čihaldlo und der Duškovec (656 m), im Südwesten die Horní hora (581 m) sowie nordwestlich die Hránová (578 m). Gegen Süden liegt der Teich Čepřovický rybník. Östlich erstreckt sich das Waldgebiet Mlaka. Durch das Dorf führt die Staatsstraße II/142 zwischen Volyně und Bavorov.

### Gemeindegliederung
Die Gemeinde Čepřovice besteht aus den Ortsteilen Čepřovice (Tscheprowitz), Jiřetice (Jirschetitz) und Koječín (Kojetschin) sowie der Einschicht Ovčín.

### Nachbargemeinden
Nachbarorte sind Střítež, Ovčín und Skály im Norden, Kváskovice, Radějovice, Netonice und Záluží im Nordosten, Měkynec im Osten, Krajníčko und Jiřetice im Südosten, Bohunice, Všechlapy und Kamenná im Süden, Kakovice, Marčovice und Černětice im Südwesten, Račí und Litochovice im Westen sowie Neuslužice und Milejovice im Nordwesten.

## Geschichte
Čepřovice wurde wahrscheinlich im 12. Jahrhundert gegründet. Die erste urkundliche Erwähnung erfolgte 1315, als Königin Elisabeth dem zum Woliner Lehnsgebiet gehörigen Dorf künische Privilegien erteilte. Später gehörte Čepřovice zu den königlichen Burgherrschaften Hluboka bzw. Karlsberg. Im 16. Jahrhundert erwarb Wilhelm von Rosenberg das Gut und unterstellte das Dorf dem Schultheiß von Milejovice. Wilhelm von Rosenberg verkaufte das Gut 1593 an Ernst Vitanovský von Vlčkovice. Die Familie Vitanovský von Vlčkovice hielt den Besitz bis 1683, als Ignaz Dietrich Vitanovskýs Witwe Johann Magdalena geborene Gräfin Hržan von Haraß die Güter Čepřovice und Miloňovice an Franz Georg Ritter Daudlebsky von Daudleb und seine Frau Lidmila Veronica von Kalenitz verkaufte. Im Jahre 1685 erwarb Gundakar von Dietrichstein die Allodialgüter Milonowitz und Cžepřowitz mit den Höfen Stržiteřz (Střítež) und Miliwitz von Franz Wenzel Ritter Daudlebsky von Daudleb. Er schloss diese danach an seine Herrschaft Wällischbirken an. 1689 ließ er die Herrschaft mit an den angeschlossenen Allodialgütern durch Kaiser Leopold I. zu einem Fideikommiss vereinigen. Der Fideikommiss fiel 1690 seinem Neffen  Ferdinand Joseph von Dietrichstein zu und blieb danach im Besitz der Reichsfürsten von Dietrichstein. Letzter feudaler Grundherr war ab 1808 Franz Joseph von Dietrichstein-Proskau-Leslie. Im Jahre 1840 bestand Tscheprowitz / Cžeprowice aus 41 Häusern mit 152 Einwohnern. Im Dorf bestanden ein herrschaftliches Schlösschen mit Beamtenwohnung, ein Meierhof mit Schäferei, eine Mühle und ein Wirtshaus. Pfarrort war Předslawitz. Bis zur Mitte des 19. Jahrhunderts blieb das Dorf immer der Fideikommissherrschaft Wällischbirken untertänig.
Nach der Aufhebung der Patrimonialherrschaften bildete Čepřejice / Tscheprowitz ab 1850 mit dem Ortsteil Jiřetice eine Gemeinde im Bezirk Strakonitz und Gerichtsbezirk Wolin. Jiřetice löste sich 1923 los und bildete eine eigene Gemeinde. Der heutige Ortsname Čepřovice wird seit 1924 verwendet. Am 26. November 1971 erfolgte die Eingemeindung von Jiřetice (mit Koječín).
Die Ortskerne von Jiřetice und Koječín wurden wegen der erhaltenen Bebauung mit Giebelhäusern im Bauernbarockstil zu dörflichen Denkmalschutzgebiete erklärt.

## Kultur und Sehenswürdigkeiten
- Ehemalige Renaissancefeste Čepřovice mit Kapelle, errichtet um 1605 durch die Familie Vitanovský von Vlčkovice. Sie verlor 1685 ihre Funktion als Herrensitz. Zu Beginn des 18. Jahrhunderts ließen die Reichsfürsten von Dietrichstein Teile der Feste abtragen und die Anlage zu einem Wirtschaftshof umgestalten. Die verbliebenen Gebäudeteile wurde später zu Wohnzwecken umgestaltet.
- Kapelle der hll. Schutzengel auf dem Dorfplatz von Čepřovice, erbaut im 19. Jahrhundert
- Kreuz vor der Kapelle in Čepřovice, geschaffen 1852
- Kapelle in Koječín
- Ruine der Helfenburk, östlich von Koječín
- Zahlreiche Giebelhöfe im Bauernbarockstil